# Stanislav Vydra

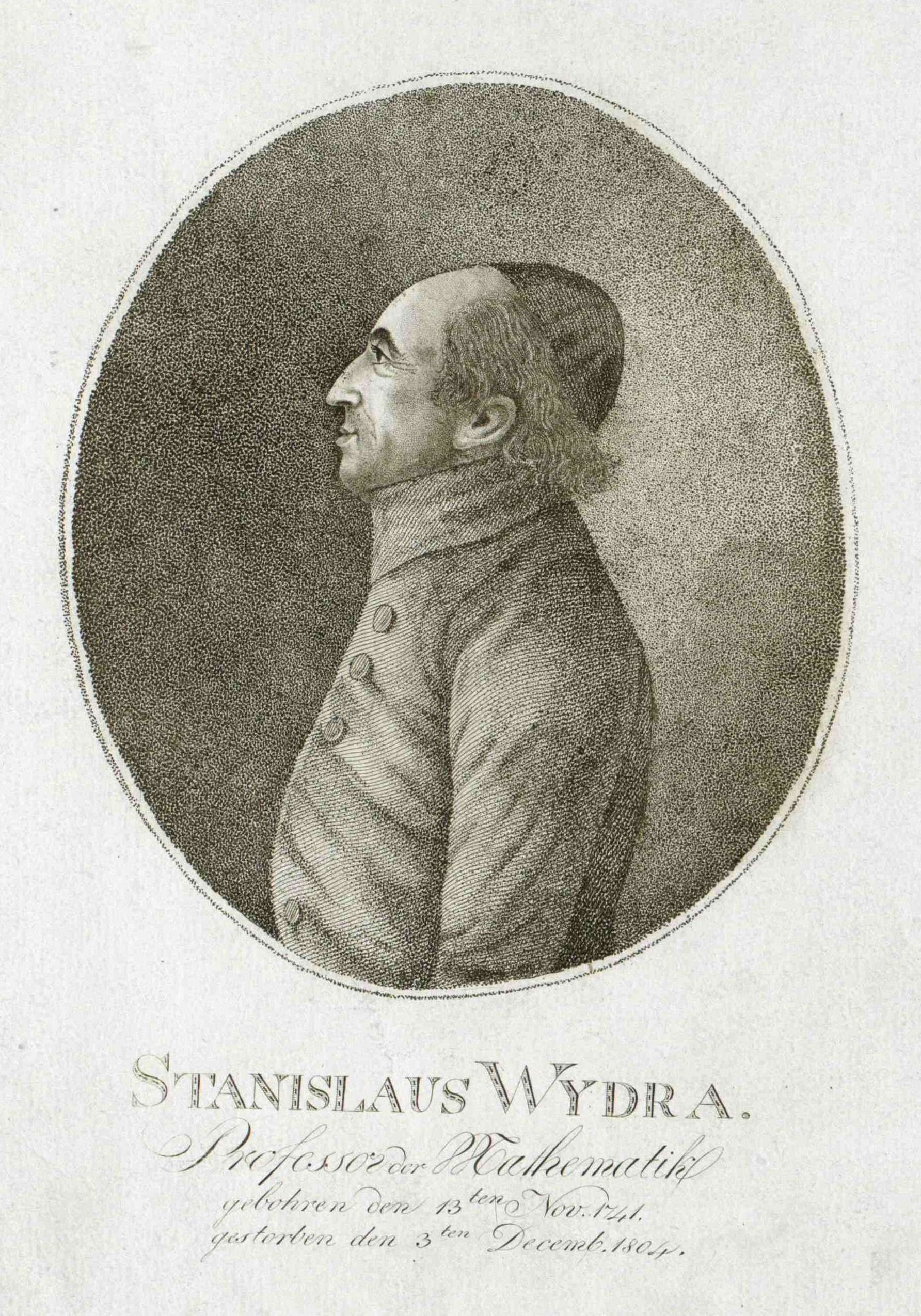
Stanislav Vydra

Stanislav Vydra SJ, (deutsch Stanislaus Wydra; * 13. November 1741 in Königgrätz; † 3. Dezember 1804 in Prag) war ein katholischer Theologe und Professor für Mathematik am Prager Clementinum sowie an der Universität Prag, wo er im Studienjahr 1800 das Amt des Rektors bekleidete. Er gehörte dem Jesuitenorden an.

## Leben

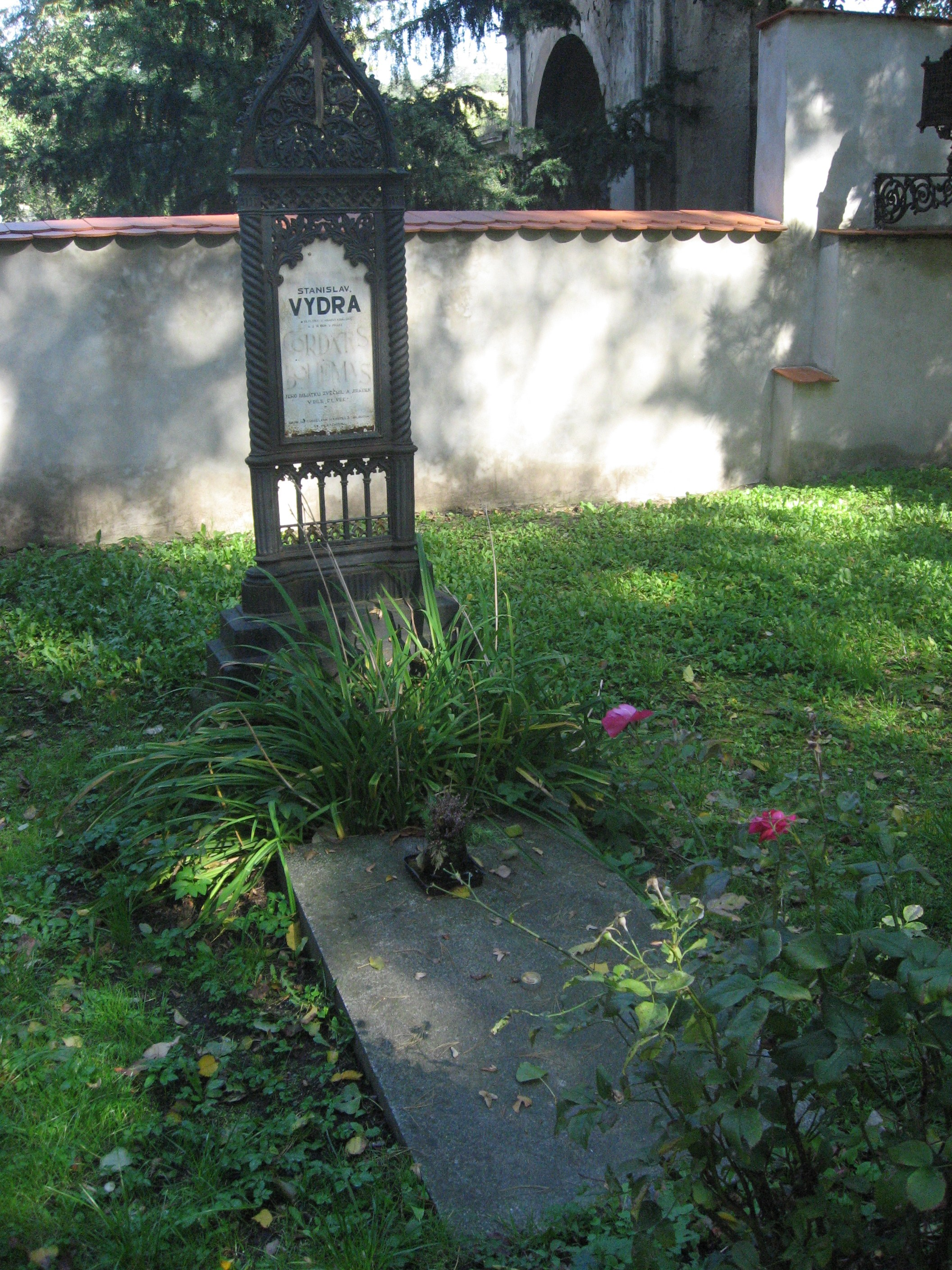
Grab am Prager Friedhof Olšany

Stanislaus Wydra war der jüngste Sohn des Königgrätzer Ratsherrn Karl Wydra und der Theresia Umlauf, die beide aus Neubidschow stammten. Stanislaus erhielt zunächst Privatunterricht und wurde mit acht Jahren in die erste Lateinklasse des Königgrätzer Jesuitengymnasiums aufgenommen. 1757 trat er dem Jesuitenorden bei. Auch sein ältester Bruder Ignaz († 1783) gehörte dem Orden an und war zuletzt Superior des Jesuitenkollegs in Tuchomieritz. Nach dem zweijährigen Noviziat in Brünn repetierte Stanislaus 1760/61 in Klattau die Humaniora. Von 1762 bis 1764 studierte er am Prager Clementinum Philosophie und Mathematik.
1765 wurde er von seinen Ordensoberen an das Jesuitengymnasium in Jitschin entsandt, wo er Grammatik unterrichtete. Danach kehrte er zum Weiterstudium nach Prag zurück und war fünf Jahre Adjunkt bei Joseph Stepling. Zugleich studierte er Theologie sowie Höhere Mathematik bei Jan Tesánek. 1769 wurde er zum Priester geweiht und 1770 verbrachte er das Tertiat in Jitschin. 1771/72 übertrug ihm der Orden vertretungsweise die Seelsorge in Vilémov. Auf Empfehlung Steplings wurde er nach der Aufhebung des Jesuitenordens 1773 zum Professor der Mathematik an der Karl-Ferdinands-Universität berufen. Nach Steplings Tod hielt er am 5. Dezember 1778 eine Gedenkrede in lateinischer Sprache und verfasste ebenfalls in Latein Steplings Lebensbeschreibung, die gedruckt wurde. Ab 1785 musste die Mathematik, die bis dahin in Latein vorgetragen wurde, deutsch gelehrt werden. Zum hundertjährigen Todestag des Jesuiten Bohuslav Balbín am 28. November 1788 gab er eine Lebensbeschreibung in deutscher Sprache heraus.
1789 und 1790 wurde Wydra zum Dekan der Philosophischen Fakultät gewählt. 1799 wurde ihm ein Kanonikat am Allerheiligenkapitel auf der Prager Burg übertragen, das seit längerer Zeit nicht mehr verliehen worden war. Im Studienjahr 1800 bekleidete er das Amt des  Universitätsrektors. 1803 erblindete er und starb ein Jahr später. Sein Leichnam wurde auf dem Prager Olšany-Friedhof beigesetzt.
Am 20. Juli 1816 hielt Wydras Schüler und Nachfolger Josef Ladislav Jandera die „Rede zur Gedächtnissfeyer des hochwürdigen Herrn Stanislaus Wydra“, die im selben Jahr im Prager Verlag Gottlieb Haase erschien.

## Werke
- Historia mathesios in Bohemia et Moravia cultae. Leipzig 1778
- Oratio Ad Monumentum A Maria Theresia Augusta Josepho Stepling. In Bibliotheca Clementina Erectum, Rituque Solenni Dedicatum, 1780
- Počátkowé Arytmetyky, 1806[3]